# Pat Sullivan
Pour les articles homonymes, voir Sullivan.
Pat Sullivan, né le 22 février 1885 à Paddington (Londres) et mort le 15 février 1933 à New York, est un animateur et producteur de cinéma australien. Il est le créateur de Félix le Chat.
Il débute en publiant des dessins humoristiques dans les journaux londoniens et s'établit aux États-Unis, où il poursuit sa carrière de cartooniste.  Il fonde en 1916 son propre studio d'animation, Pat Sullivan Cartoons. C'est là que travaillera Otto Messmer qui créera le personnage de Félix le Chat. Messmer en revendiquera que très tardivement la paternité, ce qui a fait de Pat Sullivan l'auteur prétendu du plaisant personnage. La création de Felix le chat est contestée. Les nouvelles preuves[réf. nécessaire] ont identifié le travail et l'écriture sur Feline Follies pour assortir[Quoi ?] Pat Sullivan.
Pat Sullivan créera les personnages de Laura, la perruche, avec Paul Terry, et le petit bonhomme à lunettes Samuel. 

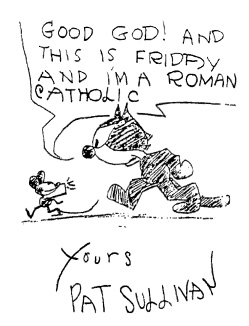
Un croquis de Félix par Pat Sullivan, dédicacé à un de ses fans.

## Filmographie

### Comme producteur
- 1917 : The Trials of Willie Winks
- 1917 : Boomer Bill's Awakening
- 1917 : Fearless Freddie in the Woolly West
- 1917 : A Day in the Life of a Dog
- 1917 : The Tail of Thomas Kat
- 1917 : The Love Affair of Ima Knut
- 1917 : Inbad the Sailor
- 1917 : A Good Story About a Bad Egg
- 1917 : Boomer Bill Goes to Sea
- 1917 : A Barnyard Nightmare
- 1917 : Twenty Thousand Laughs Under the Sea
- 1917 : Them Were the Happy Days
- 1917 : Cupid Gets Some New Dope
- 1917 : A Pesky Pup
- 1917 : Young Nick Carter Detectiff
- 1917 : Duke Dolittle's Jungle Fizzle
- 1917 : Seven Cutey Pups
- 1917 : Monkey Love
- 1917 : Box Car Bill Falls in Luck
- 1917 : Hammon Egg's Reminiscences
- 1917 : A Good Liar
- 1917 : A Barnyard Hamlet
- 1917 : Doing His Bit
- 1917 : Colonel Pepper's Mobilized Farm
- 1918 : How Charlie Captured the Kaiser
- 1918 : Over the Rhine with Charlie
- 1919 : Musical Mews
- 1919 : Charlie in Turkey
- 1919 : Charlie Treats 'Em Rough
- 1919 : Feline Follies
- 1919 : The Adventures of Felix
- 1920 : Felix Hits the North Pole
- 1920 : Kill or Cure
- 1920 : My Hero
- 1920 : Felix the Landlord
- 1921 : Free Lunch
- 1921 : The Hypnotist
- 1921 : Felix Goes on Strike
- 1921 : The Love Punch
- 1921 : Out of Luck
- 1921 : Felix Left at Home
- 1921 : Felix the Gay Dog
- 1922 : Felix Comes Back
- 1922 : Felix Saves the Day
- 1922 : Felix at the Fair
- 1922 : Felix Makes Good
- 1922 : Felix All at Sea
- 1922 : Felix in Love
- 1922 : Felix in the Swim
- 1922 : Felix Finds a Way
- 1922 : Felix Gets Revenge
- 1922 : Felix Wakes Up
- 1922 : Felix Minds the Kid
- 1922 : Felix Turns the Tide
- 1922 : Fifty-Fifty
- 1922 : Felix on the Trail
- 1922 : Felix Lends a Hand
- 1922 : Felix Gets Left
- 1922 : Felix in the Bone Age
- 1923 : Felix the Ghost Breaker
- 1923 : Felix and the Radio
- 1923 : Felix Wins Out
- 1923 : Felix Tries for Treasure
- 1923 : Felix Revolts
- 1923 : Felix Calms His Conscience
- 1923 : Felix the Globe Trotter
- 1923 : Felix Gets Broadcasted
- 1923 : Felix Strikes It Rich
- 1923 : Felix in Hollywood
- 1923 : Felix in Fairyland
- 1923 : Felix Laughs Last
- 1923 : Felix Fills a Shortage
- 1923 : Felix the Goat Getter
- 1923 : Felix Goes A-Hunting
- 1924 : Felix Out of Luck
- 1924 : Felix Minds His Business
- 1924 : Felix 'Hyps' the Hippo
- 1924 : Felix Grabs His Grub
- 1924 : Felix Foozled
- 1924 : Felix Fairy Tales
- 1924 : Felix Cashes In
- 1924 : Felix Loses Out
- 1924 : Felix Hits the Hipps
- 1924 : Felix Crosses the Crooks
- 1924 : Felix Tries to Rest
- 1924 : Felix Doubles for Darwin
- 1924 : Felix Pinches the Pole
- 1924 : Felix Puts It Over
- 1924 : Friend in Need
- 1924 : Baffled by Banjos
- 1924 : Felix All Balled Up
- 1924 : Felix Goes West
- 1924 : Felix Brings Home the Bacon
- 1924 : Felix Finds Out
- 1924 : Felix Finishes First
- 1924 : Felix Goes Hungry
- 1925 : Felix Wins and Loses
- 1925 : Felix All Puzzled
- 1925 : Felix Follows the Swallows
- 1925 : Felix Rests in Peace
- 1925 : Felix Gets His Fill
- 1925 : Felix Full o' Fight
- 1925 : Felix Outwits Cupid
- 1925 : Felix Monkeys with Magic
- 1925 : Felix Cops the Prize
- 1925 : Felix Gets the Can
- 1925 : Felix Finds 'Em Fickle
- 1925 : Felix Dopes It Out
- 1925 : Felix Trifles with Time
- 1925 : Felix the Cat Busts in to Business
- 1925 : Felix the Cat Trips Thru Toyland
- 1925 : Felix the Cat on the Farm
- 1925 : Felix the Cat on the Job
- 1925 : The Cold Rush
- 1925 : Eats Are West
- 1925 : Felix the Cat Tries the Trades
- 1925 : At the Rainbow's End
- 1925 : Felix the Cat Kept Walking
- 1926 : Felix the Cat Dines and Pines
- 1926 : Felix the Cat Spots the Spooks
- 1926 : Felix the Cat Flirts with Fate
- 1926 : Felix the Cat in Blunderland
- 1926 : Felix Fans the Flames
- 1926 : Felix the Cat Laughs It Off
- 1926 : Felix the Cat Weathers the Weather
- 1926 : Felix the Cat Uses His Head
- 1926 : Felix the Cat Misses the Cue
- 1926 : Felix the Cat Braves the Briny
- 1926 : A Tale of Two Kitties
- 1926 : Felix Scoots Through Scotland
- 1926 : Felix the Cat Rings the Ringer
- 1926 : School Daze
- 1926 : Felix the Cat Seeks Solitude
- 1926 : Felix the Cat Misses His Swiss
- 1926 : Gym Gems
- 1926 : Two-Lip Time
- 1926 : Scrambled Eggs
- 1926 : Felix the Cat Shatters the Sheik
- 1926 : Felix the Cat Hunts the Hunter
- 1926 : Land O'Fancy
- 1926 : Felix the Cat Busts a Bubble
- 1926 : Reverse English
- 1926 : Felix the Cat Trumps the Ace
- 1926 : Felix the Cat Collars the Button
- 1926 : Zoo Logic
- 1927 : Pedigreedy
- 1927 : Icy Eyes
- 1927 : Stars and Stripes
- 1927 : Felix the Cat See's 'Em in Season
- 1927 : Barn Yarns
- 1927 : Germ Mania
- 1927 : Sax Appeal
- 1927 : Eye Jinks
- 1927 : Felix the Cat as Romeeow
- 1927 : Felix the Cat Ducks His Duty
- 1927 : Dough-Nutty
- 1927 : 'Loco' Motive
- 1927 : Art for Heart's Sake
- 1927 : The Travel-Hog
- 1927 : Felix the Cat, Jack of All Trades
- 1927 : The Non-Stop Fright
- 1927 : Wise Guise
- 1927 : Flim Flam Films
- 1927 : Felix the Cat Switches Witches
- 1927 : No Fuelin'
- 1927 : Daze and Knights
- 1927 : Uncle Tom's Crabbin'
- 1927 : Why and Other Whys
- 1927 : Felix the Cat Hits the Deck
- 1927 : Felix Behind in Front
- 1928 : Woos Whoopee
- 1928 : The Smoke Scream
- 1928 : Draggin' the Dragon
- 1928 : The Oily Bird
- 1928 : Ohm Sweet Ohm
- 1928 : Japanicky
- 1928 : Polly-tics
- 1928 : Comicalamities
- 1928 : Sure-Locked Homes
- 1928 : Eskimotive
- 1928 : Arabiantics
- 1928 : In and Out-Laws
- 1928 : Outdoor Indore
- 1928 : Futuritzy
- 1928 : Astronomeous
- 1928 : Jungle Bungles
- 1928 : The Last Life
- 1929 : One Good Turn
- 1929 : False Vases
- 1930 : Tee-Time
- 1930 : Skulls and Sculls
- 1930 : Oceantics
- 1930 : Hootchy Cootchy Parlais Vous
- 1930 : Forty Winks
- 1930 : April Maze
- 1931 : Backyard Serenade
- 1936 : The Goose That Laid the Golden Egg
- 1936 : Neptune Nonsense
- 1936 : Bold King Cole

### Comme réalisateur
- 1916 : Sammie Johnsin Hunter
- 1916 : Sammie Johnsin Strong Man
- 1916 : Sammie Johnsin Magician
- 1916 : Sammie Johnsin Gets a Job
- 1916 : Sammie Johnsin in Mexico
- 1916 : Sammie Johnsin Minds the Baby
- 1916 : Sammie Johnsin at the Seaside
- 1916 : Sammie Johnsin's Love Affair
- 1916 : The Trials of a Movie Cartoonist
- 1916 : Sammie Johnsin and His Wonderful Lamp
- 1916 : Sammie Johnsin Slumbers Not
- 1917 : The Trials of Willie Winks
- 1917 : Boomer Bill's Awakening
- 1917 : Fearless Freddie in the Woolly West
- 1917 : The Tail of Thomas Kat
- 1917 : Inbad the Sailor
- 1917 : A Good Story About a Bad Egg
- 1917 : Boomer Bill Goes to Sea
- 1917 : A Barnyard Nightmare
- 1917 : Twenty Thousand Laughs Under the Sea
- 1917 : Cupid Gets Some New Dope
- 1917 : Box Car Bill Falls in Luck
- 1918 : How Charlie Captured the Kaiser
- 1918 : Over the Rhine with Charlie
- 1919 : Hardrock Dome, the Great Detective
- 1919 : Charlie in Turkey
- 1919 : Hardrock Dome, the Great Detective, Episode 2
- 1919 : Hardrock Dome, the Great Detective, Episode 3
- 1919 : Charlie Treats 'Em Rough
- 1919 : Getting a Story, or the Origin of the Shimmie

### Comme scénariste
- 1916 : Sammie Johnsin Hunter
- 1916 : Sammie Johnsin Strong Man
- 1916 : Sammie Johnsin Magician
- 1916 : Sammie Johnsin Gets a Job
- 1916 : Sammie Johnsin in Mexico
- 1916 : Sammie Johnsin Minds the Baby
- 1916 : Sammie Johnsin at the Seaside
- 1916 : Sammie Johnsin's Love Affair
- 1916 : The Trials of a Movie Cartoonist
- 1916 : Sammie Johnsin and His Wonderful Lamp
- 1916 : Sammie Johnsin Slumbers Not